# غرايم سيغال
غرايم سيغال (بالإنجليزية: Graeme Segal)‏ (و. 1941 – م) هو رياضياتي، وعالم فلك، وأستاذ جامعي من المملكة المتحدة. ولد في سيدني. هو عضوٌ في الجمعية الملكية.

## التعليم
تعلم في جامعة سيدني، وجامعة أكسفورد.

## جوائز
حصل على جوائز منها:
- جائزة بوليا [الإنجليزية]‏ (1990)
- زميل في الجمعية الملكية.